# تي إكس-1
تي إكس-1 (بالإنجليزية: TX-1)‏، هي لعبة فيديو يابانية من نوع سباق سيارات الفورمولا، تم تطويرها من قبل الشركة اليابانية تاتسومي، ونشرها كل من نامكو في اليابان، وأتاري في الولايات المتحدة الأمريكية، حيث عرضت اللعبة على الآركيد عام 1983.